# Episodi di Manifest (seconda stagione)
La seconda stagione della serie televisiva Manifest, composta da 13 episodi, è stata trasmessa in prima visione negli Stati Uniti sulla NBC dal 6 gennaio al 6 aprile 2020.
In Italia la stagione è andata in onda su Premium Stories dal 16 gennaio al 24 luglio 2020. I primi 11 episodi della stagione sono andati in onda dal 16 gennaio al 26 marzo 2020. La trasmissione in lingua italiana degli ultimi due episodi ha subito un ritardo a causa delle disposizioni di emergenza legate alla diffusione del COVID-19, le quali hanno impedito temporaneamente il doppiaggio. Gli episodi sono stati comunque trasmessi il 2 e il 9 aprile 2020 in lingua originale sottotitolata in italiano. Gli ultimi due episodi doppiati, inizialmente previsti in una maratona in onda il 25 e 26 luglio 2020, sono stati recuperati singolarmente il 23 e il 24 luglio 2020. In chiaro è stata trasmessa su Canale 5 dal 10 al 31 luglio 2020.
| nº | Titolo originale      | Titolo italiano        | Prima TV USA     | Prima TV Italia  |
| -- | --------------------- | ---------------------- | ---------------- | ---------------- |
| 1  | Fasten Your Seatbelts | Allacciate le cinture  | 6 gennaio 2020   | 16 gennaio 2020  |
| 2  | Grounded              | Il ritrovamento        | 13 gennaio 2020  | 23 gennaio 2020  |
| 3  | False Horizon         | Orizzonte artificiale  | 20 gennaio 2020  | 30 gennaio 2020  |
| 4  | Black Box             | Nelle pieghe del tempo | 27 gennaio 2020  | 6 febbraio 2020  |
| 5  | Coordinated Flight    | Volo coordinato        | 3 febbraio 2020  | 13 febbraio 2020 |
| 6  | Return Trip           | Viaggio di ritorno     | 10 febbraio 2020 | 20 febbraio 2020 |
| 7  | Emergency Exit        | Uscita d'emergenza     | 17 febbraio 2020 | 27 febbraio 2020 |
| 8  | Carry On              | Il canto zen           | 2 marzo 2020     | 5 marzo 2020     |
| 9  | Airplane Bottles      | Il drago d'argento     | 9 marzo 2020     | 12 marzo 2020    |
| 10 | Course Deviation      | Cambio di rotta        | 16 marzo 2020    | 19 marzo 2020    |
| 11 | Unaccompanied Minors  | La fenice              | 23 marzo 2020    | 26 marzo 2020    |
| 12 | Call Sign             | Il grande giorno       | 30 marzo 2020    | 23 luglio 2020   |
| 13 | Icing Conditions      | Il lago ghiacciato     | 6 aprile 2020    | 24 luglio 2020   |

## Allacciate le cinture
- Titolo originale: Fasten Your Seatbelts
- Diretto da: Joe Chappelle
- Scritto da: Jeff Rake & Bobak Esfarjani

### Trama
Michaela viene colpita dal colpo vagante sparato durante la colluttazione e dice a Zeke di fuggire, intanto Jared chiama aiuto. Michaela ha una chiamata che mostra sé stessa e Cal in un aeroplano in picchiata. Kate Bowers diventa il nuovo capitano della polizia con il compito di investigare su alcuni aspetti non ancora chiari sulla carriera di Michaela e decide di affiancarle un nuovo partner, Drea Mikami. Grace e Ben condividono la notizia della gravidanza con il resto della famiglia, ma la tengono segreta a Danny. Michaela scopre che Anson e Trina Vasik, due passeggeri del volo 828, erano appena scomparsi. Ben nota che in quei giorni un furgone spiava lui e altri passeggeri. Cal consiglia a Zeke di stare vicino a Michaela ma lui decide di consegnarsi alla polizia. Ben e Michaela trovano Anson e Trina vicino al George Washington Bridge. Li aiutano a interpretare la loro chiamata, scoprendo che un'auto, che contiene una famiglia, è intrappolata sulla scogliera dopo che il padre si era addormentato. Sempre sotto copertura come psichiatra, il Maggiore raccomanda alla dottoressa Saanvi un gruppo di supporto. Ben vuole discutere con gli occupanti del furgone che spiava la sua famiglia ma viene rapito da qualcuno che lavora per l'investigatore Vance, che aveva simulato la propria morte.
- Ascolti USA: telespettatori 4 730 000[7].

## Il ritrovamento
- Titolo originale: Grounded
- Diretto da: Claudia Yarmy
- Scritto da: Laura Putney & Margaret Easley

### Trama
Vance dice a Ben che fingeva di essere morto per riuscire a rintracciare il Maggiore. Michaela partecipa al processo di Zeke, dove quest'ultimo si dichiara colpevole sia di essere fuggito da una scena del crimine sia di aver colpito Michaela. Quando Grace e Ben vanno in ospedale per sapere di chi è il bambino che sta per nascere, Grace riceve una chiamata che le dice di fermarsi. Si rendono conto che il bambino deve essere di Ben e le chiamate possono essere trasferite tramite il DNA. A questo punto Olive inizia a sentirsi esclusa in quanto unico membro della famiglia a non avere chiamate e quindi inizia a frequentare la Chiesa dei Redivivi di Adrian. Saanvi, in una sessione di terapia, rivela le notizie sul bambino al Maggiore. Ben incontra TJ, passeggero dell'828 e studente universitario, che aveva ricevuto una chiamata che gli chiedeva di dissotterrare il corpo di una sudentessa che lui non conosce, ma che aveva ritrovato tutte le cose che appartenevano a TJ prima che questi scomparisse con il volo 828, incluse fotografie della madre (morta suicida) del ragazzo. Jared arresta TJ quando le sue impronte digitali vengono trovate nella stanza della ragazza morta. Le chiamate di Michaela però la aiutano a rivelare che il vero assassino era una guardia di sicurezza. Ben incontra una vecchia amica che ora lavora come preside nel college di TJ, e lei gli consiglia di chiedere lavoro come professore. Vance e Ben scoprono che, grazie alle sedute, il Maggiore ha accesso alla ricerca sul DNA di Saanvi. Cal e Michaela hanno di nuovo la stessa chiamata, in cui vedono Zeke con loro sull'aereo mentre precipita. Nel frattempo Zeke, agitato e tremante a causa della chiamata, viene tenuto sedato e legato al letto in una cella.
- Ascolti USA: telespettatori 3 490 000[8].

## Orizzonte artificiale
- Titolo originale: False Horizon
- Diretto da: Nathan Hope
- Scritto da: Jeannine Renshaw & MW Cartozian Wilson

### Trama
Olive continua a frequentare la Chiesa dei Redivivi anche se stanno diventando sempre più fanatici nelle loro credenze, intanto Michaela combatte per Zeke procurandogli un avvocato, che dice che, essendosi Zeke in precedenza costituito senza avvocato, ci sono gli estremi per ritrattare l'ammissione di colpa. Messa al corrente da Ben che qualcuno sta passando le sue ricerche al Maggiore, Saanvi prepara una trappola e così identifica la talpa, cioè la psichiatra che le era stata presentata proprio dal Dr. Matthews. Lavorando con Ben e Vance, Saanvi identifica la sua psichiatra nel generale maggiore dell'esercito americano Kathryn Fitz, una specialista in guerra psicologica con trent'anni di operazioni segrete, e i tre così scoprono chi è il Maggiore. Nel frattempo, Michaela trova Zeke legato al letto e gli lascia il nome dell'avvocato per poi aiutarlo a uscire di prigione, difendendolo in tribunale e testimoniando che lo sparo è stato un incidente, che la colpa è del detective Jared Vasquez, il quale ha abusato delle risorse della polizia per incastrare Zeke, e che Zeke è innocente. Grace non riesce a comprendere una chiamata che riguarda una donna di nome Erika e un gargoyle, anche perché la donna si rivela ostile ai passeggeri del volo 828. A Ben viene offerto un lavoro al college di TJ, ma il rettore Simon White ha intenzioni segrete e sinistre contro i passeggeri dell'828, sua moglie è proprio Erika e sull'ingresso dell'università si vede un gargoyle. Arrabbiato con Michaela, Jared si ritrova in un bar gestito una barista di nome Tamara e frequentato dagli Xiani, il gruppo ostile ai passeggeri dell'828.
- Ascolti USA: telespettatori 3 640 000[8].

## Nelle pieghe del tempo
- Titolo originale: Black Box
- Diretto da: Sherwin Shilati
- Scritto da: Simran Baidwan & Bobak Esfarjani

### Trama
In un flashback, si scopre che Olive e TJ avevano interagito in aeroporto prima che quest'ultimo decidesse di prendere l'aereo 828. Michaela e Zeke condividono una chiamata che li porta a una banca in cui è in corso una rapina. Michaela riconosce l'uomo armato come un passeggero dell'828 di nome Logan Strickland. Cercano di calmarlo e convincono la polizia ad aspettare mentre si assicurano che Logan raggiunga la cassetta di sicurezza che voleva aprire. Allo stesso tempo, Ben e TJ lavorano su una chiamata che, dopo che Olive ha decifrato l'indizio, li porta al fratello di Logan, Frank. Egli ha la chiave della cassetta di sicurezza, ma si era rifiutato di darla a Logan credendo che i passeggeri ritornati del volo 828 non fossero reali. Ben porta Frank in banca. Dopo essersi riconciliati i due fratelli aprono insieme la cassetta in cui trovano una bussola con incastrato un proiettile che salvò il nonno di Frank e di Logan durante la seconda guerra mondiale. Logan crede che gli salverà la vita anche questa volta, dato che ha salvato il padre da un'embolia polmonare, e la dà a Michaela per conservarla mentre lui è in prigione, nella speranza che salvi lui e tutti gli altri passeggeri. Dopo aver appreso della data della morte, TJ è sconvolto e Olive lo porta nella Chiesa di Adrian per dargli speranza. Dopo l'incidente in banca, Jared incontra Tamara per un appuntamento. Nel frattempo, Saanvi si rende conto che le sue ricerche sono state rubate dal laboratorio e dalla sua casa. La psichiatra è sparita senza lasciare traccia e Saanvi dice a Vance che aveva scoperto il modo di controllare il marcatore dell'828, come isolarlo, eliminarlo e replicarlo. Ma ora il Maggiore sa tutto. Zeke e Michaela vanno a letto insieme.
- Ascolti USA: telespettatori 3 720 000[9].

## Volo coordinato
- Titolo originale: Coordinated Flight
- Diretto da: Marisol Adler
- Scritto da: Matthew Lau & Marta Gené Camps

### Trama
Olive è l'unica testimone quando gli Xiani vandalizzano la Chiesa dei Redivivi e attaccano un suo membro, Isaiah. Nel frattempo, la macchina di Grace viene tamponata da altri Xiani. In entrambi i casi, la polizia non riconosce la gravità degli eventi perché le vittime sono passeggeri e gli attacchi sembrano casuali. Mentre vengono curati in ospedale, Ben e Grace scoprono che il loro bambino è una femmina. Ben e TJ esaminano gli eventi e si rendono conto che gli attacchi degli Xiani sono stati attentamente pianificati per sviare il personale di polizia. Olive dice a Michaela cosa ha visto durante l'attacco vandalico, e identifica un sospettato che conduce la polizia verso il luogo di incontro degli Xiani. Jared sa che il fratello di Tamara, Billy, è stato coinvolto, quindi decide di rivelargli le notizie del prossimo raid; dunque la squadra d'assalto di Michaela arrivata sul posto non trova nulla. In cambio, Jared viene presentato a Simon White, l'organizzatore degli Xiani, nonché il rettore del college dove lavora Ben. Nel frattempo, Zeke cerca di riappacificarsi con Courtney, la sua ex moglie con cui ha condiviso la tossicodipendenza. Lei inizialmente lo rifiuta, ma in seguito si presenta a casa sua e di Michaela perché non ha nessun posto dove andare. Grace dice a Ben che l'incisione sulla bussola (un pavone e una stella) è la stessa immagine di una carta che una cartomante aveva regalato a Olive nel periodo in cui l'aereo era scomparso; la stella rappresenta la speranza. Olive racconta ai suoi genitori di aver frequentato la Chiesa dei Redivivi e Ben dice ad Adrian di stare lontano da Olive.
- Ascolti USA: telespettatori 3 550 000[10].

## Viaggio di ritorno
- Titolo originale: Return Trip
- Diretto da: Mo Perkins
- Scritto da: Laura Putney & Margaret Easley

### Trama
Ben e Michaela scoprono che Saanvi sta provando trattamenti sperimentali su sé stessa. Courtney chiede aiuto per saldare un grosso debito verso un pericoloso spacciatore di nome Lucas. Zeke e Michaela provano a catturarlo in un'operazione sotto copertura. Michaela trova le pillole di anfetamina nascoste nel rasoio di Zeke. Ben e Saanvi hanno entrambi una chiamata su un bambino di nome Theo, che apprendono essere il figlio illegittimo di Finn Nowak, passeggero dell'828. Quando incontrano Theo, Saanvi riconosce nel bambino i segni di insufficienza epatica, per la quale lui necessita un urgente trapianto. Finn, il padre, è un donatore compatibile. Nel frattempo, Olive e TJ ricercano un antico mazzo di tarocchi da cui proviene la carta con il pavone e la stella, e scoprono che il suo creatore era un marinaio di nome Al-Zuras, scomparso misteriosamente in mare per dieci anni, che al suo ritorno ha dichiarato di poter sentire la voce di Dio. A Grace viene chiesto di partecipare a una intervista sul primo bambino dell'828. Al bar di Tamara, Jared informa Billy di come il ritorno di Michaela abbia iniziato a distruggere la sua vita. Olive e TJ si baciano. Saanvi sperimenta di nuovo su sé stessa, innescando una chiamata condivisa tra lei, Michaela, Ben e Adrian che riguarda un aereo precipitato, coperto di cenere, con tutti i passeggeri morti, alcuni appartenenti all'828, altri no.
- Ascolti USA: telespettatori 3 700 000[11].

## Uscita d'emergenza
- Titolo originale: Emergency Exit
- Diretto da: Jean de Segonzac
- Scritto da: Jeannine Renshaw & Ezra W. Nachman

### Trama
Mentre tutti cercano di dare un senso alla chiamata riguardante l'aereo che si è schiantato, Ben si confronta con Adrian per discutere della sua predicazione e della cattiva influenza che esercita sulla figlia di Ben. Olive e TJ condividono con Ben le loro ricerche sul creatore del mazzo di tarocchi Al-Zuras. Michaela domanda a Zeke una spiegazione sulle pillole che ha trovato, ma lui afferma di non conoscerne la provenienza. Dopo aver fallito alcune volte nel rimuovere il marcatore da se stessa, Saanvi chiede aiuto alla sua ex amante Alex prima di ripetere l'esperimento, che questa volta va a buon fine. Nel frattempo, numerosi passeggeri dell'828 sono invitati a un evento presso il club dove lavora Isaiah, dove è offerto champagne gratuito. Tuttavia, lo champagne è stato arricchito con acido gamma-idrossibutirrico. Subito dopo che Cal riceve una chiamata ripetuta, condivisa con Grace e Zeke, per "salvarli", Isaiah blocca le porte del club e appicca un fuoco per far sì che con la morte dei passeggeri il miracolo si trasferisca anche agli altri credenti. Mentre Ben, Michaela, Zeke e Jared riescono a far uscire diverse persone, numerosi passeggeri dell'828 muoiono a causa degli effetti dello champagne o del fuoco. TJ, per proteggere Olive, si lancia su Isaiah, rimanendo bloccato nell'incendio. Un Adrian sconvolto si allontana dall'incendio. Saanvi chiama Ben per comunicargli di non aver più le chiamate proprio quando arrivano in ospedale i feriti dell'incendio. Medicando le mani di Zeke, Saanvi si rende conto che quelle non sono bruciature, ma segni di congelamento. Zeke e Michaela si dicono di amarsi. Ben legge il diario di Al-Zuras, trovato da TJ, dove c'è un disegno di un uomo che trasporta una ragazza in mezzo alle fiamme proprio come ha fatto Ben con Olive per uscire dal locale visto che lei si era slogata una caviglia.
- Ascolti USA: telespettatori 3.700.000[12].

## Il canto zen
- Titolo originale: Carry On
- Diretto da: Nicole Rubio
- Scritto da: Jeff Rake & Simran Baidwan

### Trama
Olive è ancora sconvolta dagli eventi avvenuti in discoteca, soprattutto dopo che viene ritrovato un cadavere che stringe nella mano il braccialetto che Olive aveva regalato a TJ. Dopo una riunione degli Xiani, Simon consiglia a Jared di tenere d'occhio Billy, in quanto può essere troppo impulsivo e pericoloso. Zeke va da Saanvi per chiederle aiuto visto che gli mancano solo 6 mesi di vita e lei gli confida che ha eliminato l'anomalia dal proprio corpo usando un siero iniettabile, ma non sa quale sia l'effetto di questo siero. A Drea sembra che Jared difenda gli Xiani, così lei e Michaela spiano Jared e lo vedono lasciare il bar e baciare Tamara. Dopo che Drea si è infiltrata nel bar e ha parlato con Billy, Michaela scopre che Billy ha avuto dei precedenti. Ben sente una chiamata che lo porta in un centro di meditazione zen. Più tardi, quando Ben ritorna con Olive, portata lì dal padre per tentare di farle superare la morte di TJ, un canto li conduce sottoterra, dove trovano TJ ferito ma ancora vivo, che era riuscito a scappare dal locale in fiamme proprio seguendo quello stesso canto che ha portato lì Ben e Olive. Con un mandato del giudice Trilling, Michaela colloca segretamente una cimice nel bar, ottenendo così le prove che Jared sta lavorando con gli Xiani, e le consegna al capitano della polizia Bowers. Bowers però condivide privatamente le informazioni con Jared. Saanvi bacia Alex, sua ex amante e collega, in un parco. Alex, che è sposata, in seguito discute dell'accaduto con Saanvi in ospedale, dicendo che non potrà succedere di nuovo, ma Saanvi non solo non ricorda il bacio, ma non ricorda proprio che abbia fatto quella mattina. Zeke confida a Michaela che il congelamento è iniziato e che forse Saanvi ha una cura.
- Ascolti USA: telespettatori 3 640 000[13].

## Il drago d'argento
- Titolo originale: Airplane Bottles
- Diretto da: Ramaa Mosley
- Scritto da: Matthew Lau & MW Cartozian Wilson

### Trama
Quando Zeke va a farsi visitare da Saanvi per il congelamento che sta lentamente avanzando, scopre che lei ha sviluppato una perdita di memoria a breve termine ed è in perenne stato di agitazione, il che costringe Zeke a chiamare Alex. Due agenti degli affari interni arrivano al 129º distretto per discutere del coinvolgimento di Jared con gli Xiani, ma invece interrogano Michaela per far luce sui casi che risolve usando mezzi misteriosi. Michaela afferma che non collaborerà fino a quando non avrà un rappresentante sindacale al suo fianco. Jared si confronta con Simon sulla situazione e Simon afferma che Michaela è una minaccia che deve essere eliminata. L'ultima chiamata di Cal, condivisa con Ben, Grace e TJ, li proietta in un mare in balia di un forte temporale. Grazie ad alcuni indizi, riescono a mettere insieme una vela di fortuna, che li fa apparire sulla nave di Al-Zuras da cui vedono il volo 828. Ben capisce, anche grazie al diario di Al-Zuras, che seguire le chiamate è l'unica possibilità che hanno per sconfiggere la Data della Morte. Apprendono anche che gli antichi marinai di Al-Zuras che cercarono di sbarazzarsi delle chiamate impazzirono. Alex inietta un antidoto a Saanvi per farle riacquistare la memoria. Riconosciuto il rappresentante sindacale come un membro degli Xiani, Jared arresta Michaela per impedire che venga uccisa dall'uomo.
- Ascolti USA: telespettatori 3 670 000[14].

## Cambio di rotta
- Titolo originale: Course Deviation
- Diretto da: Michael Smith
- Scritto da: Laura Putney & Margaret Easley

### Trama
Dopo che Michaela viene salvata, Jared le rivela che ha lavorato sotto copertura per distruggere gli Xiani. Grace riceve una chiamata riguardante un ponte sul fiume Harlem. Lei e Ben si recano sul posto e trovano Adrian, che ha avuto la stessa chiamata. A Grace si rompono prematuramente le acque e Ben la porta di corsa in ospedale. Poco dopo, Adrian salva un kayaker dal fiume. All'ospedale, dato che il chirurgo specialista non è ancora arrivato, i medici presenti non sono in grado di salvare sia Grace che la bambina. Di fronte a questa scelta, Grace chiede a Ben di salvare la bambina e perde conoscenza, ma quando Ben vede Olive e Cal piangere di fianco al letto della madre, cambia idea e decide di salvare sua moglie. Si scopre che il chirurgo specialista che può salvare sia Grace sia la bambina è l'uomo salvato da Adrian. Dopo che è nata la bambina, Adrian dice a Ben che ancora non crede che le chiamate in verità siano a fin di bene ed è convinto che l'Apocalisse si stia avvicinando. Jared viene chiamato al bar dove Billy e altri Xiani tengono prigioniero Zeke. Simon arriva e ordina che Zeke sia ucciso, ma Michaela attraverso la cimice posizionata nel bar sente la conversazione. Così riescono ad arrestare Simon, Erika, Billy e altri due Xiani. Tamara accusa Jared di essersi avvicinato a lei solo per catturare gli Xiani ma Jared nega. Adrian e Cal hanno entrambi visioni di tre ombre misteriose di forma umana. La famiglia Stone va a vedere la bambina e Grace pone sull'incubatrice il nome di Eden.
- Ascolti USA: telespettatori 4 290 000[15].

## La fenice
- Titolo originale: Unaccompanied Minors
- Diretto da: Andy Wolk
- Scritto da: Jeannine Renshaw & Marta Gené Camps

### Trama
Mentre la data di morte di Zeke si avvicina, Saanvi cerca di convincerlo a curarsi dato che lei sta proseguendo con le sue ricerche, ma lui le dice che solo le chiamate possono salvarli. Inoltre, oggi è proprio l'anniversario della morte della sorella di Zeke. Ben e TJ ricevono chiamate che li portano a salvare un uomo da un tentativo di suicidio. L'uomo si rivela essere il padre di Zeke, Gordon, (cosa scoperta grazie a una ninna nanna che Cal canta a Eden e che Zeke riconosce in quanto scritta proprio da suo padre) e Ben aiuta Zeke a fare pace con lui. Michaela insegue un adolescente di nome Oscar che fugge da un negozio ma egli confessa di aver rubato solo una barretta di cioccolato. Michaela riceve una chiamata per "lasciarlo andare" e obbedisce e guarda Oscar allontanarsi su un autobus. In seguito apprende dal proprietario del negozio che Oscar ha anche rubato una grande quantità di farmaci per il raffreddore noti per essere usati per preparare la metanfetamina. A Saanvi viene revocato il permesso ospedaliero e lei non ha più accesso alle sue ricerche. Michaela collabora con Jared per rintracciare Oscar: riescono a trovare gli spacciatori in un laboratorio gestito dall'ex detenuto Jace Baylor. Jace e suo fratello Pete erano in combutta con l'autista dell'autobus Kory, che guidava l'autobus su cui era salito Oscar. Al laboratorio, Michaela riceve un'altra chiamata per "lasciarlo andare", ma questa volta la ignora per arrestarli. Zeke chiede a Michaela di sposarlo e lei accetta. Jace, Pete e Kory si rivelano essere le tre ombre che perseguitavano Adrian e Cal.
- Ascolti USA: telespettatori 4 120 000[16].

## Il grande giorno
- Titolo originale: Call Sign
- Diretto da: Joe Chappelle
- Scritto da: Simran Baidwan & Ezra W. Nachman

### Trama
Jared e Drea cercano di ottenere una confessione da Jace, Pete e Kory, che cercano vendetta su Michaela e la sua famiglia. Ben ha una chiamata per aiutare un passeggero tormentato dai sensi di colpa, poiché era l'uomo che ha ispezionato l'aereo appena prima della partenza del volo 828. Saanvi tenta di contattare Vance per riottenere la licenza di medico e per essere protetta dal Maggiore. Vance le rivela che il Maggiore ha fatto delle ricerche sulla mutazione. Michaela acconsente a sposare Zeke, pur sapendo che gli manca poco da vivere. I genitori di Zeke, non ancora riappacificati, sono entrambi presenti alla celebrazione. I tre criminali Jace, Pete e Kory progettano una fuga dall'autobus che li sta portando alla prigione. TJ rivela a Olive che ha intenzione di andare in Egitto per continuare i suoi studi. Jace, Pete e Kory successivamente rapiscono Cal per ricevere come riscatto la loro droga confiscata.
- Ascolti USA: telespettatori 4 080 000[17].

## Il lago ghiacciato
- Titolo originale: Icing Conditions
- Diretto da: Romeo Tirone
- Scritto da: Jeff Rake & Matthew Lau

### Trama
Michaela racconta a Ben e Grace del rapimento di Cal e prende, con l'aiuto di Jared e Drea, la metanfetamina dalle prove della polizia per scambiarla con l'ostaggio. Un pedone avvisa un agente di pattuglia del borsone che Michaela aveva lasciato incustodito: in questo modo lo scambio fallisce e Jace fugge con Cal. Zeke ha una chiamata che lo aiuta a localizzare Cal tra i monti Catskill. I criminali si erano nascosti in una baita isolata, e Pete, temendo che loro potessero far male al bambino, lo libera. Michaela, Ben e Zeke si avvicinano alla baita, mentre Cal, fuggendo, conduce i tre criminali su un lago ghiacciato. Il ghiaccio si spacca per un fulmine caduto poco distante e tutti cadono nel lago gelato. Zeke, appena sopraggiunto, si tuffa nel lago, salva Cal, e muore ibernato: quel giorno infatti era la sua data di morte. Inaspettatamente però in pochi minuti Zeke torna in vita, apparendo così libero dall'ipotermia e dalla data di morte. Ben conclude che l'unico modo per superare la data di morte è seguire le chiamate, come aveva sempre fatto Zeke. Saanvi ignora le richieste di Vance e rintraccia il Maggiore, avvelenandola nella speranza di raccogliere informazioni. Mentre le due lottano, la fiala di antidoto si spezza e il Maggiore muore. Ben ha un'altra chiamata in cui il volo 828 esplode e si schianta nell'oceano. Con l'incredulità di Jared, i sub non sono in grado di localizzare i corpi dei tre criminali nel lago ghiacciato. Un peschereccio cubano recupera la coda del volo 828 dall'oceano, mentre un pescatore, sbalordito, si accorge che proviene dall'aereo che è tornato.
- Ascolti USA: telespettatori 4 360 000[18].